# 스미토모 전기공업
스미토모 전기공업 주식회사(일본어: 住友電気工業株式会社, 영어: Sumitomo Electric Industries, Ltd.)는 스미토모 그룹 계열에 속한 일본의 비철금속회사이다.

## 역사
- 1920년 - 창립
- 1939년 - 현 명칭을 변경
- 1949년 - 기업공개